# Usuário (álbum)
Usuário é o álbum de estreia da banda de rap rock brasileira Planet Hemp, lançado em 1995 pela gravadora Sony Music. O álbum emplaca sucessos como "Mantenha o Respeito". "Legalize Já", apesar de ter o videoclipe censurado, se transformou em um hit. Destaque também para "Fazendo a Cabeça" e a polêmica "Porcos Fardados", uma crítica à violência policial. Vendeu mais de 140 mil cópias e ganhou Disco de Ouro.

## Faixas
| N.º            | Título                                        | Compositor(es)                 | Duração |  |
| 1.             | "Não Compre, Plante!"                         | Marcelo D2, Rafael Crespo      | 4:12    |  |
| 2.             | "Porcos Fardados"                             | D2, Crespo                     | 3:06    |  |
| 3.             | "Legalize Já"                                 | D2, Crespo                     | 3:01    |  |
| 4.             | "Deisdazseis"                                 | D2, Black Alien                | 0:48    |  |
| 5.             | "Phunky Buddha"                               | D2, Crespo                     | 2:50    |  |
| 6.             | "Mary Jane"                                   | D2, Crespo                     | 2:10    |  |
| 7.             | "Planet Hemp"                                 | Crespo                         | 0:32    |  |
| 8.             | "Fazendo a Cabeça"                            | D2, Crespo, Formigão, Bacalhau | 3:20    |  |
| 9.             | "Futuro do País"                              | D2, Crespo                     | 3:39    |  |
| 10.            | "Mantenha o Respeito"                         | D2, Crespo                     | 3:16    |  |
| 11.            | "P... Disfarçada"                             | D2, Crespo                     | 2:26    |  |
| 12.            | "Speed Funk"                                  | Crespo, Bacalhau, Speed Freaks | 1:23    |  |
| 13.            | "Muthafuckin' Racists"                        | D2, Alien, Crespo              | 3:44    |  |
| 14.            | "Dig Dig Dig (Hempa)"                         | D2, Crespo, Formigão, Bacalhau | 1:53    |  |
| 15.            | "Skunk"                                       | Crespo                         | 3:35    |  |
| 16.            | "A Culpa é de Quem?"                          | D2, Crespo                     | 3:48    |  |
| 17.            | "Bala Perdida"                                | D2, Crespo, Formigão, BNegão   | 2:33    |  |
| 18.            | "Sem título" (faixa oculta no final do álbum) |                                | 1:26    |  |
| Duração total: | Duração total:                                | Duração total:                 | 47:42   |  |

## Créditos

### Planet Hemp
- Marcelo D2: vocal
- BNegão: vocal; guitarra (faixa 17)
- Rafael Crespo: guitarra; bateria (faixa 17)
- Formigão: baixo
- Bacalhau: bateria; vocal de apoio (faixa 17)
- DJ Rodrigues: turntables

### Músicos adicionais
- Marcos Suzano: percussão (faixas 1, 3 e 12)
- Marcelo Lobato: teclados (faixas 1, 14 e 15)
- Chico Neves: programação (faixas 2, 9 e 16)
- Sandra: vocal (faixa 6)
- Black Alien: vocal (faixas 4 e 13); vocal de apoio (faixas 7 e 10)
- Speed Freaks: baixo (faixas 12 e 15)

### Samples

#### Legalize Já
- "Legalize It" (Peter Tosh)

#### Porcos Fardados
- Obra Incidental: "Bicho Feroz" de Bezerra da Silva, composto por Tonho e Claudio Inspiração.
- "Funky Drummer" por James Brown, "Gangsta Gangsta" por N.W.A, "Fuck Tha Police" por N.W.A.

#### Maryjane
- "Durango 95" por Ramones.

#### A Culpa É De Quem?
- "Deisdazseis" por Planet Hemp;
- "The New Style" por Beastie Boys;
- "Lick a Shot" por Cypress Hill;
- "Voodoo Child" por Jimi Hendrix.

#### P... Disfarçada
- Obra Incidental: "Repelente" de DeFalla, composto por Edu K, Biba Meira, Flávio "Flu" Santos, e Castor Daudt.